# Our Time Now
Singles de Plain White T's
Hey There Delilah
(2007) Natural Disaster
(2008)
Our Time Now est un single du groupe américain Plain White T's extraite de l'album Every Second Counts, sorti en 2007.

## Charts
| Chart (2007)                      | Position |
| --------------------------------- | -------- |
| U.S. Billboard Hot 100            | 90       |
| U.S. Billboard Pop 100            | 66       |
| U.S. Billboard Modern Rock Tracks | 29       |